# Azimut
Azimut  je kot med izbrano ravnino in točko. Meri se v kotnih merskih enotah (stopinja (°), minuta (′), sekunda (″)).
Beseda azimut izvira iz arabske besede السمت (as-sumut), kar pomeni poti (množina od pot) oziroma smer, v katero je obrnjen človeški obraz.
Izraz azimut se zelo pogosto uporablja v nekaterih uporabnih znanostih. Najbolj razširjena je uporaba tega izraza na naslednjih področjih:
- navigacija (uporaba v pomorstvu in letalstvu)
- astronomija (horizontni koordinatni sistem)
- kartografija (uporaba v azimutni kartografski projekciji)
- artilerija (smer streljanja)
- rudarstvo
- geodezija

## Azimut v astronomiji
V astronomiji je azimut ena izmed koordinat v horizontnem koordinatnem sistemu.  Druga koordinata za določanje lege nebesnega telesa v tem sistemu je altituda.
Azimut se meri od smeri proti severu do presečišča velikega kroga (poldnevnika) skozi nebesno telo. Smer merjenja je vedno od severa proti vzhodu. Lahko zavzame vrednosti med 0° in 360°. Pri tem ima smer proti severu azimut 0°, proti vzhodu 90°, proti jugu 180° in proti zahodu 270°.
V preteklosti se je azimut meril od smeri proti jugu. Azimut je krajevna nebesna koordinata, kar pomeni, da je odvisna od lege opazovalca.

## Azimut v kartografiji
Azimut je kot med severom in izbrano smerjo. Merimo ga od severa v smeri urinega kazalca. Azimut predmeta, ki leži zahodno od nas je tako 270º. Kot med severom in nasprotno smerjo je kontraazimut. Kontraazimut zahodne smeri je 90º
Azimut je najpogosteje merjen v kotnih stopinjah in v tisočinkah. Pri stopinjski razdelitvi je polni kot razdeljen na 360º in taka razdelitev je najpogostejša in jo najdemo na vsakem kompasu. Razdelitev na tisočinke (promile, ali hiljaditi) je nastala predvsem zaradi vojaških potreb. Razdelitev na tisočinke je decimalna in je zato bolj praktična.